# FC Rot-Weiß Wolgast
Der FC Rot-Weiß Wolgast ist ein deutscher Fußballclub aus Wolgast im nordostdeutschen Landkreis Vorpommern-Greifswald.
Seine Vorläufer zwischen 1949 und 2001 waren die BSG Motor Wolgast und der SV Motor 1949 Wolgast.
Größte sportliche Erfolge waren der Aufstieg in die DDR-Liga, die zweithöchste Spielklasse im DDR-Fußball, in den Jahren 1963, 1977 und 1980. Gegenwärtig spielt der Verein im Amateurbereich im östlichen Teil Mecklenburg-Vorpommerns.

## Vereinsgeschichte

### Vorläufer
Ab etwa 1925 lassen sich zwei Vereine nachweisen: der Arbeiterverein Freie Turnerschaft Wolgast und die bürgerliche Deutsche Turnerschaft Wolgast. Die Fußballer spielten als FC Rot-Weiß bis 1945, ehe der Verein aufgelöst wurde. Daraufhin spielte man als SG Wolgast und wechselte in der Folge mehrfach die Namen: Ab 1948 trat man als Wacker Wolgast an und änderte in der zweiten Jahreshälfte den Namen zu Sturmvogel Wolgast, ehe in Anbindung an die Peenewerft die Zentrale Sportgemeinschaft Wolgast gegründet wurde, die sich wenig später in BSG Peene-Werft Holzindustrie umbenannte. Parallel dazu existierte der Verein Anker Wolgast. Mit der Einführung des Systems der Betriebssportgemeinschaften in Ostdeutschland wurde 1949 in Wolgast unter der Trägerschaft der Peenewerft die BSG Peenewerft Wolgast gegründet. Nach Einführung der nach Wirtschaftszweigen gegliederten zentralen Sportvereinigungen wurde 1957 die BSG in Motor Wolgast umbenannt („Motor“ für Maschinen- und Fahrzeugbau). Unter ihrem Dach entwickelten sich mehrere Sportsektionen, von denen Fußball die meisten Mitglieder hatte, Judo jedoch in den Folgejahren am erfolgreichsten war. So wurden die Judoka Klaus Heyn (1963) und Günter Baltsch (1988) DDR-Einzelmeister, das Männerteam gewann 1986 und 1987 die DDR-Vizemeisterschaft. Als nach der politischen Wende von 1989 infolge der wirtschaftlichen Veränderungen in Ostdeutschland die Betriebssportgemeinschaften ihre ökonomische Grundlage verloren, wurde die BSG Motor in den eingetragenen Verein SV Motor 1949 Wolgast umgewandelt. Dieser übernahm im Wesentlichen den Sportbetrieb der bisherigen BSG. 

### Motor Wolgast im DDR-Fußball

Logo der BSG Motor

Die erste Männermannschaft der BSG Motor stand zunächst im Schatten der anfangs erfolgreicheren BSG Aufbau Wolgast, deren Fußballmannschaft bereits 1953 in die damals drittklassige Bezirksliga Rostock aufstieg. Nach dem Aufstieg von Motor Wolgast in die Bezirksliga belegten die Werftsportler 1956 Platz 11, während die BSG Aufbau mit Platz 2 knapp den Aufstieg in die II. DDR-Liga (nun 3. Liga) verpasste. Erst mit dem Abstieg aus der Bezirksliga von Aufbau Wolgast 1958 wurde die BSG Motor zur Nummer 1 im Wolgaster Fußball. 1962 erreichte Motor Wolgast in seiner Staffel den ersten Rang. Die Entscheidungsspiele um die Bezirksmeisterschaft und den damit verbundenen Aufstieg in die zweitklassige DDR-Liga verlor Wolgast gegen die zweite Mannschaft von Vorwärts Rostock (0:0, 0:1). Ein Jahr später gelang der erstmalige Aufstieg in die DDR-Liga. Nachdem Wolgast gegen Traktor Dorf Mecklenburg die Endspiele um die Bezirksmeisterschaft gewonnen hatte, profitierte die BSG in der anschließenden Aufstiegsrunde von der Disqualifikation von Empor Neustrelitz und dem Rückzug von Aufbau Boizenburg. In der DDR-Liga war die vom ehemaligen Torwart des SC Empor Rostock trainierte Mannschaft chancenlos und stieg gemeinsam mit dem SC Frankfurt und dem Motor Köpenick nach nur einer Saison wieder in die Bezirksliga ab. In den späten siebziger Jahren konnte sich Motor Wolgast noch einmal im zweitklassigen Fußball zurückmelden. In der Spielzeit 1977/78 wurde die Liga mit einem neunten Platz gehalten, in der Folgesaison mit nur zwei Siegen wieder verlassen. 1980 folgte erneut ein einjähriges Gastspiel, wobei man nur auf Grund des schlechteren Torverhältnisses gegenüber der TSG Bau Rostock gemeinsam mit CM Veritas Wittenberge die Liga wieder verlassen musste. Bis 1986 verblieb Motor Wolgast in der Bezirksliga Rostock, danach stieg die Mannschaft in die viertklassige Bezirksklasse ab. Anschließend folgte ein jährlicher Wechsel zwischen vierter und dritter Liga, das Ende des DDR-Fußballbetriebes erlebte Wolgast in der Bezirksklasse.
| Ligenübersicht 1953 bis 1991         | Ligenübersicht 1953 bis 1991 | Ligenübersicht 1953 bis 1991 |
| ------------------------------------ | ---------------------------- | ---------------------------- |
| bis 1955                             | Bezirksklasse Rostock        | 4./5. Liga                   |
| 1956–1963                            | Bezirksliga Rostock          | 4. Liga                      |
| 1963/64                              | DDR-Liga                     | 2. Liga                      |
| 1964–1977                            | Bezirksliga Rostock          | 3. Liga                      |
| 1977–1979                            | DDR-Liga                     | 2. Liga                      |
| 1979/80                              | Bezirksliga Rostock          | 3. Liga                      |
| 1980/81                              | DDR-Liga                     | 2. Liga                      |
| 1981–1986                            | Bezirksliga Rostock          | 3. Liga                      |
| 1986–1991                            | Bezirksklasse, Bezirksliga   | 4. und 3. Liga               |
| Ewige Tabelle der DDR-Liga: Rang 114 |                              |                              |

### Seit Gründung des FC Rot-Weiß Wolgast
2001 wurde die Abteilung Fußball als FC Rot-Weiß Wolgast aus dem SV Motor 1949 Wolgast ausgegliedert. 
Die 1. Männermannschaft spielte bis 2005 in der damals siebtklassigen Bezirksliga, danach ein Jahr in der Bezirksklasse und seit 2006 wieder in der seit 2008 achtklassigen Bezirksliga Mecklenburg-Vorpommern, die ein Jahr später zur Landesklasse umgewandelt wurde. 2022 gelang der Aufstieg in die Landesliga Ost, aus der die Mannschaft nach einem Jahr wieder abstieg.

## Peenestadion
Heimstätte des Vereins ist das Peenestadion (Lage), das 6.000 Zuschauern Platz bietet. Der erste Sportplatz wurde in den 1920er Jahren von der Freien Turnerschaft Wolgast durch Einebnung einer ehemaligen Kiesgrube angelegt. Es folgte bis 1945 die Erweiterung mit einer Aschenbahn durch Zwangsarbeiter der Heeresversuchsanstalt Peenemünde. In der DDR-Zeit wurde die Anlage weiter ausgebaut.

## Personen
- Hans-Ulrich Grapenthin, Torwart, spielte von 1952 bis 1966 bei der BSG Motor, danach 308 Oberligaspiele für den FC Carl Zeiss Jena, 21 A-Länderspiele
- Gerd Kostmann, war bis 1964 bei der BSG Motor, anschließend 89 Oberligaspiele für Hansa Rostock, Oberliga-Torschützenkönig 1968 und 1969
- Axel Kruse, bei Motor Wolgast bis 1979, wechselte 1979 zu Hansa Rostock (50 Oberligaspiele), ab 1990 Bundesligaspieler bei Hertha BSC, Eintracht Frankfurt und VfB Stuttgart (insg. 141 Einsätze)
- Tim Sebastian, Jugendspieler bei Rot-Weiß Wolgast, von 2004 bis 2008 und 2009/10 bei Hansa Rostock (Bundesliga, 2. Bundesliga), dazwischen beim Karlsruher SC (Bundesliga), von 2010 bis 2016 bei RB Leipzig (Regionalliga und 2. Bundesliga), danach bis 2017 beim SC Paderborn (2. Bundesliga)
- Hans-Jürgen Harnack, spielte von 1977 bis 1981 bei Motor Wolgast in der DDR-Liga